# グニパヘリル
グニパヘリル（古ノルド語: Gnipahellir）は、北欧神話に出てくる洞窟のことである。険しく、切り立った岩で囲まれている。ヘルヘイムへの入り口となっている。
『巫女の予言』には、グニパヘリルの前で縛られているガルムがラグナロクを前に激しく吠える様子が繰り返し書かれている。
『ギュルヴィたぶらかし』には、グニパヘリルの前で縛られていたガルムが自由の身になり、テュールに戦いと挑むと書かれてある。